# Nam vương Quốc tế 2010
Nam vương Quốc tế 2010 là cuộc thi Nam vương Quốc tế lần thứ năm được tổ chức vào ngày 20 tháng 11 năm 2010 tại Jakarta, Indonesia. Ryan Terry đến từ Đại Anh đăng quang ngôi vị Nam vương Quốc tế thứ năm.

## Kết quả
| Thứ hạng                  | Thứ hạng | Thứ hạng | Thứ hạng |
| Hạng                      | Thí sinh |          |          |
| ------------------------- | --- | -------- | -------- |
| Mister International 2010 | - Đại Anh — Ryan Terry |          |          |
| Á vương 1                 | - Brasil — Caio Lucius Ribeiro |          |          |
| Á vương 2                 | - Tây Ban Nha — Luis Alberto Maicas |          |          |
| Á vương 3                 | - Indonesia — Thomas Sebastian |          |          |
| Á vương 4                 | - Hy Lạp — Leonides Sulai |          |          |
| Top 10                    | - Bosna và Hercegovina — Adis Topalović - Chile — Gustavo Alfredo García Vargas - Namibia — Barnabas Hangey Nanhapo Weyulu - Pháp — Jordan Haag - Thổ Nhĩ Kỳ — Efecan Dianzenza |          |          |
| Top 15                    | - Áo — Jürgen Aschauer - Bỉ — Tuur Roels - Bolivia — Marco Antonio Rodriguez Zarco - Philippines — Raphael Cruz Carlos - Venezuela — Francisco Emilio Sanchez Weky              |          |          |
| Giải thưởng đặc biệt      | |          |          |
| Giải thưởng               | Thí sinh |          |          |
| Mister Photogenic         | - Sri Lanka — Singapullige Yasitha Dilshan Perera |          |          |
| Mister Congeniality       | - Honduras — Maynor Sandoval |          |          |
| Best Body                 | - Đại Anh — Ryan Terry |          |          |
| Best National Costume     | - Indonesia — Thomas Sebastian |          |          |

## Các thí sinh
40 thí sinh dự thi.
| Quốc gia/vùng lãnh thổ | Thí sinh                            | Tuổi | Chiều cao               | Quê quán          |
| ---------------------- | ----------------------------------- | ---- | ----------------------- | ----------------- |
| Azerbaijan             | Elnur Tagviev                       | 20   | 1,78 m (5 ft 10 in)     | Baku              |
| Áo                     | Jürgen Aschauer                     | 21   | 1,82 m (5 ft 11+1⁄2 in) | Viên              |
| Ấn Độ                  | Akash Charan                        | 30   | 1,81 m (5 ft 11+1⁄2 in) | Jaipur            |
| Bỉ                     | Tuur Roels                          | 23   | 1,86 m (6 ft 1 in)      | Aalst             |
| Bolivia                | Marco Antonio Rodriguez Zarco       | 30   | 1,85 m (6 ft 1 in)      | Santa Cruz        |
| Bosna và Hercegovina   | Adis Topalović                      | 25   | 1,87 m (6 ft 1+1⁄2 in)  | Zenica            |
| Brasil                 | Caio Lucius Ribeiro                 | 20   | 1,87 m (6 ft 1+1⁄2 in)  | Votuporanga       |
| Chile                  | Gustavo Alfredo García Vargas       | 28   | 1,85 m (6 ft 1 in)      | Santiago          |
| Colombia               | Juan Pablo Mejia                    | 19   | 1,85 m (6 ft 1 in)      | Bogotá            |
| Costa Rica             | Alexander Vega Hidalgo              | 22   | 1,84 m (6 ft 1⁄2 in)    | San José          |
| Đan Mạch               | Marc Ciano Marra                    | 25   | 1,76 m (5 ft 9+1⁄2 in)  | Copenhagen        |
| Đại Anh                | Ryan Terry                          | 22   | 1,80 m (5 ft 11 in)     | Mansfield         |
| Ecuador                | Alessio Cuneo                       | 23   | 1,79 m (5 ft 10+1⁄2 in) | Guayaquil         |
| El Salvador            | Kerim Handal                        | 27   | 1,80 m (5 ft 11 in)     | Antiguo Cuscatlán |
| Guatemala              | Mario Gilberto Marroquin            | 28   | 1,74 m (5 ft 8+1⁄2 in)  | Guatemala         |
| Hà Lan                 | Harjot Singh Sindhu                 | 26   | 1,87 m (6 ft 1+1⁄2 in)  | Rotterdam         |
| Hàn Quốc               | Kim Gi-Jong                         | 19   | 1,78 m (5 ft 10 in)     | Seoul             |
| Honduras               | Maynor Sandoval                     | 25   | 1,80 m (5 ft 11 in)     | Tegucigalpa       |
| Hy Lạp                 | Leonides Sulai                      | 24   | 1,79 m (5 ft 10+1⁄2 in) | Thessaloniki      |
| Indonesia              | Thomas Sebastian                    | 25   | 1,81 m (5 ft 11+1⁄2 in) | Bandung           |
| Ireland                | Darragh Hayes                       | 29   | 1,77 m (5 ft 9+1⁄2 in)  | Clonshaugh        |
| Kazakhstan             | Yuriy Litvishkov                    | 23   | 1,79 m (5 ft 10+1⁄2 in) | Almaty            |
| Liban                  | Mohamad Arabi                       | 24   | 1,85 m (6 ft 1 in)      | Beirut            |
| Madagascar             | Lovasoa Razadindrazaka              | 22   | 1,84 m (6 ft 1⁄2 in)    | Antananarivo      |
| Malaysia               | Kubendren Sewalinggam               | 24   | 1,74 m (5 ft 8+1⁄2 in)  | Penang            |
| Namibia                | Barnabas Hangey Nanhapo Weyulu      | 27   | 1,81 m (5 ft 11+1⁄2 in) | Windhoek          |
| Pakistan               | Fahad Hussain                       | 23   | 1,77 m (5 ft 9+1⁄2 in)  | Lahore            |
| Panama                 | Francisco Navarro                   | 22   | 1,85 m (6 ft 1 in)      | Panama            |
| Pháp                   | Jordan Haag                         | 19   | 1,85 m (6 ft 1 in)      | Paris             |
| Philippines            | Raphael Cruz Carlos                 | 19   | 1,83 m (6 ft 0 in)      | Marikina          |
| Séc                    | Jan Pochobradský                    | 23   | 1,74 m (5 ft 8+1⁄2 in)  | Praha             |
| Singapore              | Tay Yuanqio                         | 23   | 1,75 m (5 ft 9 in)      | Clementi          |
| Slovakia               | Adam Barabáš                        | 20   | 1,82 m (5 ft 11+1⁄2 in) | Dubnica nad Váhom |
| Slovenia               | Marko Janko                         | 22   | 1,80 m (5 ft 11 in)     | Mozirje           |
| Sri Lanka              | Singapullige Yasitha Dilshan Perera | 26   | 1,79 m (5 ft 10+1⁄2 in) | Colombo           |
| Tây Ban Nha            | Luis Alberto Maicas                 | 20   | 1,85 m (6 ft 1 in)      | Madrid            |
| Thổ Nhĩ Kỳ             | Efecan Dianzenza                    | 24   | 1,90 m (6 ft 3 in)      | Istanbul          |
| Ukraina                | Petro Matsak                        | 18   | 1,86 m (6 ft 1 in)      | Uzhhorod          |
| Úc                     | Tim Boulenger                       | 25   | 1,95 m (6 ft 5 in)      | Sydney            |
| Venezuela              | Francisco Emilio Sanchez Weky       | 25   | 1,81 m (5 ft 11+1⁄2 in) | Caracas           |